# Músculo erector de la columna
El músculo erector de la columna (erector spinae) es un grupo de músculos de la espalda. También se conoce como sacroespinal en textos más antiguos. Un término más moderno es extensor de la columna, aunque esto no es de uso generalizado.
No es sólo un músculo, sino un conjunto de músculos y tendones. Se combinan y extienden más o menos verticalmente. Se extienden a lo largo de las regiones lumbar, torácica y cervical, y se hallan en los surcos laterales de la columna vértebral.
Erector de la columna cubre las regiones lumbar y torácica de la fascia toracolumbar, y la región cervical mediante el ligamento nucal.
Esta gran masa muscular y tendinosa varía en tamaño y estructura en las diferentes partes de la columna vértebral. En la región sacra, es estrecha y puntiaguda, y en su origen principalmente su estructura es tendinosa.
En la región lumbar es más grande, y forma una masa espesa carnosa que, al ser seguida hacia arriba, se subdivide en tres columnas, las cuales disminuyen gradualmente de tamaño a medida que ascienden al insertarse en las vértebras y las costillas.
El erector de la columna surge de la superficie anterior de un tendón ancho y grueso, que se adjunta a la cresta media del sacro, las apófisis espinosas de la región lumbar y de las vértebras torácicas undécima y duodécima, del ligamento supraespinoso, la parte posterior del labio interno de las crestas ilíacas y las crestas laterales del sacro, donde se une con el  ligamento sacrotuberoso y ligamentos sacro-iliacos posteriores.
Algunas de sus fibras son contiguas a las fibras que dan origen al músculo glúteo mayor.
Las fibras musculares forman una gran masa carnosa que se divide, en la región lumbar superior, en tres columnas, a saber: una lateral (el Iliocostal), una intermedia (longissimus) y una medial (spinalis).

## Divisiones
Cada uno de estos consta de tres partes, inferior a superior, de la siguiente manera:

### Músculo iliocostal
El iliocostal se origina en el sacro, la aponeurosis del erector de la columna y la cresta ilíaca. El iliocostal tiene tres inserciones diferentes según sus zonas de ubicación:
- iliocostal lumbar tiene la parte lumbar (donde su inserción se encuentra entre los pares de costillas 12° a 7°).
- iliocostal torácico donde su inserción se extiende desde las últimas 6 costillas hasta las primeras 6 costillas.
- iliocostal cervical que va desde las 6 primeras costillas al tubérculo posterior de la apófisis transversa de la C6 a C4.

### Músculo Longuísimo
El músculo largo consta de tres partes con diferente origen e inserción:
- El músculo longuísimo torácico se origina en el sacro, la apófisis espinosa de las vértebras lumbares y las apófisis transversas de la última vértebra torácica, y se inserta en la apófisis transversa de la vértebra lumbar, la aponeurosis del erector de la columna, las costillas y la apófisis costal de las vértebras lumbares.

- El músculo longuísimo cervical o del cuello se origina en la apófisis transversal de las vértebras T6-T1 y se inserta en la apófisis transversa de las vértebras C7-C2.

- El músculo longuísimo de la cabeza se origina en la apófisis transversa de T4-T1 y avanza por las vértebras C7-C4 y se inserta en la apófisis mastoides del hueso temporal.

### Músculo espinoso
El músculo espinoso, como es habitual, consta de tres partes
- El espinoso torácico se origina en la apófisis espinosa de la L3-T10 y se inserta en la apófisis espinosa de la T8-T2.
- El músculo espinoso cervical se origina en la apófisis espinosa de las T2-C6 y se inserta en la apófisis espinosa de las C2-C4.
- El músculo espinoso de la cabeza son unas fibras inconstantes del músculo espinoso que recorren desde las vértebras cervical y torácicas superiores, insertándose en la Protuberancia occipital externa.

| Inserciones                                | Columna lateral Músculo iliocostal | Columna intermedia Músculo longísimo | Columna medial Músculo espinoso |
| Vértebras torácicas inferiores y costillas | I. lumbar                          |                                      |                                 |
| Vértebras torácicas superiores y costillas | I. torácico                        | L. torácico                          | E. torácico                     |
| Vértebras cervicales                       | I. cervical                        | L. cervical                          | E. cervical                     |
| Cráneo                                     |                                    | L. de la cabeza                      | E. de la cabeza                 |